# مانوئل پالمکه
مانوئل پالمکه (انگلیسی: Manuel Palomeque؛ زادهٔ ۱ ژانویهٔ ۱۹۶۷) بازیکن فوتبال اهل اسپانیا است.
از باشگاه‌هایی که در آن بازی کرده‌است می‌توان به باشگاه فوتبال رئال مورسیا اشاره کرد.